# Monschauer Straße (Düren)

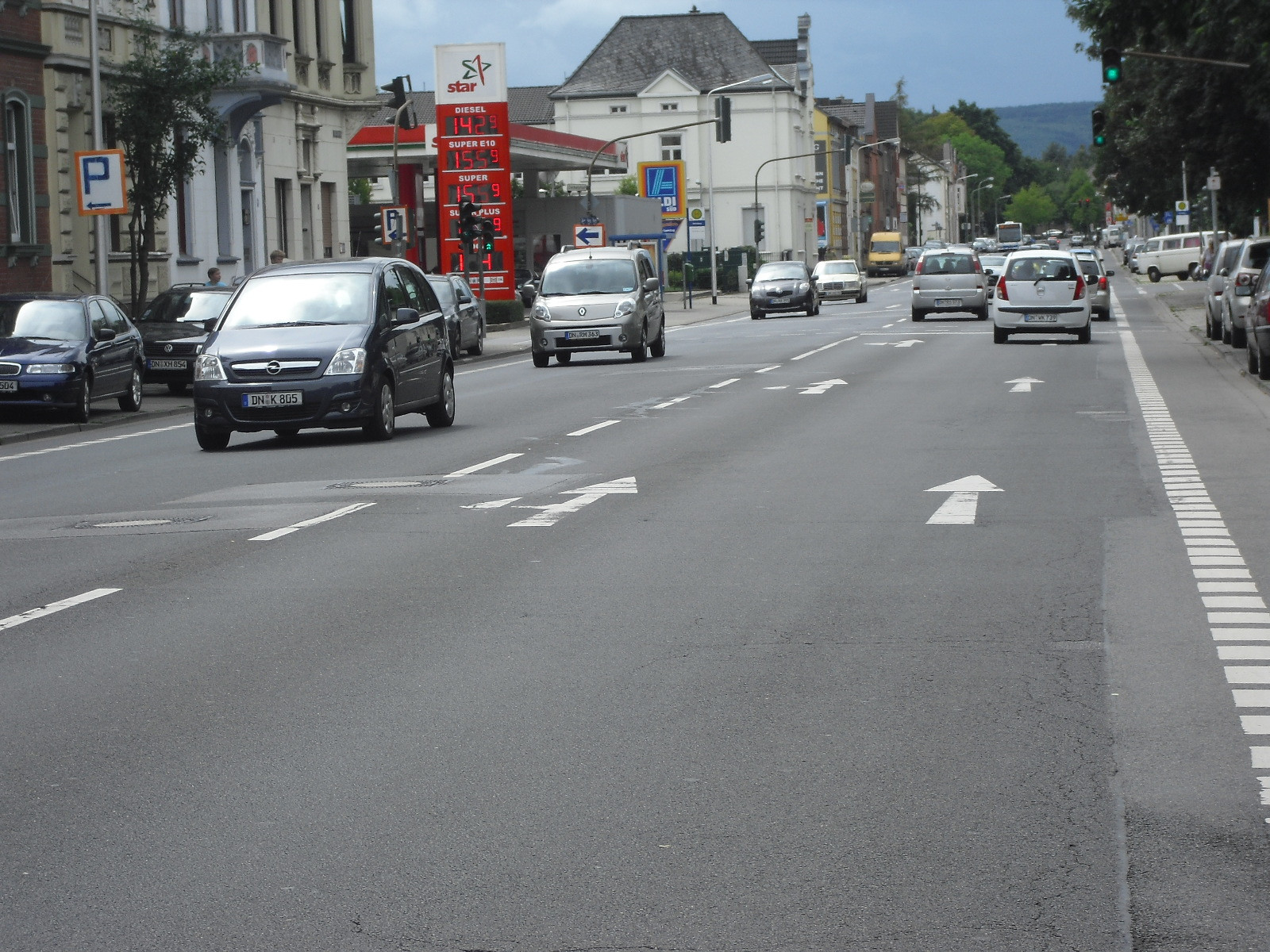
Die Monschauer Straße

Die Monschauer Straße in Düren, Nordrhein-Westfalen, ist eine historische Hauptverkehrsstraße.
Die Monschauer Straße beginnt ortsauswärte an der Johannesbrücke, die über die Rur führt. Der Straßenzug vorher ist die Aachener Straße. An der Rurbrücke beginnt auch die Klassifizierung der Monschauer Straße als Bundesstraße 399, die letztlich in die Nordeifel nach Monschau führt.
Die Monschauer Straße verläuft durch den Dürener Stadtteil Rölsdorf, der 1937 nach Düren eingemeindet wurde. Ursprünglich war die Monschauer Straße nur der Straßenteil zwischen der Johannesbrücke und der heutigen Straße Cornetzhof. Ein weiteres Teilstück der heutigen Monschauer Straße hieß bis 1937 Lindenallee (Cornetzhof bis Gürzenicher Straße) bzw. Oberstraße (Gürzenicher Straße bis Monschauer Landstraße). Von der Rurbrücke bis zur Kreuzung Bahnstraße ist die Straße vierspurig ausgebaut. In die Bahnstraße biegt die Hauptverkehrsstraße als Umgehungsstraße ab. Die Ortsdurchgangsstraße in Rölsdorf ist nur zweispurig ausgebaut. 
Im Jahre 1852 wurde auf der neuen Personenpoststrecke Düren – Monschau eine Haltestelle in Rölsdorf eingerichtet. Die Eröffnung der Straßenbahnstrecke Düren – Rölsdorf – Lendersdorf der Dürener Kreisbahn (DKB) erfolgte am 6. Oktober 1908. Der Straßenbahnverkehr wurde ab 1954 von Bussen übernommen.
Ein Beschluss des Stadtrates vom 15. Dezember 1910 bestätigte den bisherigen Straßennamen.
Über die Monschauer Straße, die Johannesbrücke und die Aachener Straße drangen am 15. Februar 1945 die amerikanischen Truppen in Düren ein.
An der Monschauer Straße stehen mehrere denkmalgeschützte Bauwerke:
- Wohnhaus Monschauer Straße 184
- Hotel Jägerhof Monschauer Straße 217
- Hoteltrakt des Hotels Jägerhof
- Wohnhaus Monschauer Straße 235
- Wohnhaus Monschauer Straße 237
- Marienkapelle Rölsdorf
- Kantine und Casinoturm ehem. Zimmermann & Jansen
- Wohnhaus Monschauer Straße 61
- Wohnhaus Monschauer Straße 59

siehe auch: Liste der Baudenkmäler in Düren

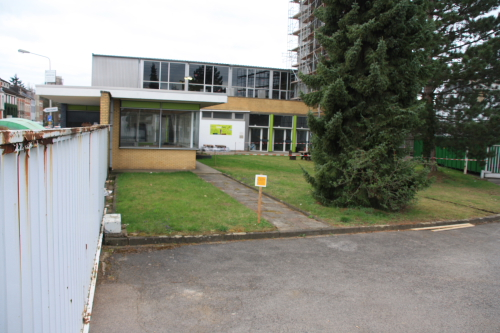
Casino ehem. Zimmermann & Jansen
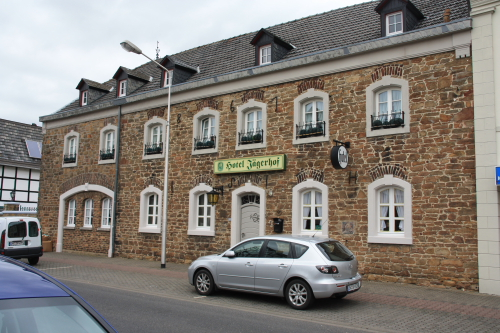
Das denkmalgeschützte Hotel Jägerhof
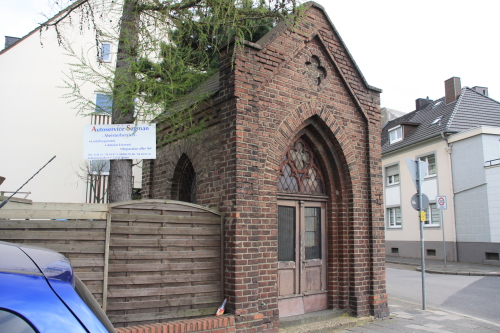
Die Marienkapelle